# Gravel and Tar Classic
A Gravel and Tar Classic (que traduz literalmente: "Clássica de Gravilla e Alquitrán") é uma carreira ciclista profissional de um dia que se realiza na região de Manawatu-Wanganui na Nova Zelândia com a participação de corredores elite sub-19 em adiante.
A distância da prova é de aproximadamente 130 km com início e final na cidade de Palmerston North e inclui em seu percurso 5 sectores de gravilha que somam aproximadamente 40 km. A carreira surgiu no ano 2016 pela necessidade de encher o vazio deixado pela reubicación da carreira New Zealand Cycle Classic, a qual se disputou durante várias edições na região de Manawatu-Wanganui.
Desde o ano 2018, a carreira faz parte do UCI Oceania Tour baixo a categoria 1.2.

## Palmarés
| Ano  | Vencedor         | Segundo          | Terceiro         |           |
| ---- | ---------------- | ---------------- | ---------------- | --------- |
| 2016 | Logan Griffin    | Alex West        | Alexander Ray    |           |
| 2017 | Robert Stannard  | Alex West        | Glenn Haden      |           |
| 2018 | Ethan Berends    | Michael Torckler | Hayden McCormick |           |
| 2019 | Luke Mudgway     | Ryan Christensen | Cyrus Monk       |           |
| 2020 | Hayden McCormick | Luke Mudgway     | Samuel Volkers   |           |
| 2021 | Aaron Gate       | Luke Mudgway     | Ryan Christensen |           |
| 2022 | cancelado        | cancelado        | cancelado        | cancelado |
| 2023 | Ben Oliver       | James Fouché     | Paul Wright      |           |
| 2024 | Josh Burnett     | Boris Clark      | Tali Lane Welsh  |           |

## Palmarés por países
| País          | Vitórias |
| ------------- | -------- |
| Nova Zelândia | 3        |
| Austrália     | 2        |